# Воронки (Калузька область)
Воронки (рос. Воронки) — присілок в Ізносковському районі Калузької області Російської Федерації.
Населення становить 33 особи. Входить до складу муніципального утворення Присілок Алексеєвка.

## Історія
Від 2004 року входить до складу муніципального утворення Присілок Алексеєвка

## Населення
| 2002 | 2010 |
| ---- | ---- |
| 40   | ↘33  |